# King's Cross St. Pancras (Metropolitano de Londres)
A estação de King's Cross St. Pancras é a maior estação do Metropolitano de Londres, com seis linhas diferentes: Circle line, Hammersmith & City line, Metropolitan line, Northern line, Piccadilly line e Victoria line. É uma das estações mais usadas, com geralmente 80 milhões de passageiros anualmente. A estação de King's Cross St. Pancras insere-se na Estação de King's Cross, uma estação de trens importante no Reino Unido. Próxima também é a Estação de St. Pancras, outra estação de comboios importante no país. Atualmente pode-se viajar de Londres até Paris partindo da Estação de St. Pancras, usando o túnel do Canal da Mancha. A transferência do percurso para esta estação economizou 30 minutos de viagem, diminuindo o tempo deste percurso para 2 horas, pelos novos trilhos de alta velocidade na Inglaterra.

## História
A primeira estação subterrânea de King's Cross foi planejada em 1851, durante a construção da estação principal. A intenção era conectar a Great Western Railway (GWR) em Paddington com a Great Northern Railway (GNR) em King's Cross. A linha foi inaugurada como parte do trecho original da Ferrovia Metropolitana (MR) em 10 de janeiro de 1863. Foi reorganizada em agosto de 1868 para acomodar as Linhas Alargadas da Cidade, o que permitiu que o tráfego da GNR e do Metropolitano circulasse simultaneamente ao longo da linha. No mesmo ano, a Metropolitan construiu uma ligação à recém-inaugurada estação St Pancras.
As plataformas Great Northern, Piccadilly and Brompton Railway (GNP&BR, agora parte da linha Piccadilly) foram inauguradas com o resto da linha em 15 de dezembro de 1906, enquanto a City & South London Railway (C&SLR, agora parte da linha do Norte) inaugurada em 11 de maio de 1907. Em 1927, esta parte da estação foi renomeada como King's Cross para St Pancras.

### Incêndio em 1987
Em 18 de novembro de 1987, houve um incêndio na estação de metropolitano. Um cigarro aceso foi descartado em uma das escadas rolantes da estação, fabricada de madeira, uma conflagração resultada. 31 pessoas faleceram. As consequências do incêndio foi a substituição da madeira por metal na produção das escadas rolantes.

### Atualização e expansão
No dia 7 de julho de 2005, em um atentado ao metrô de Londres, uma explosão ocorreu num trem viajando entre a estação de King's Cross St. Pancras e a estação Russell Square, e resultou na morte de 26 pessoas. Essa foi a última bomba de uma série de ataques nos túneis do Metropolitano de Londres. Mais tarde, outra bomba explodiria num ônibus.
A partir de 2022, o mapa do metrô começou a se referir à estação como King's Cross & St Pancras International.

## Serviços
A estação está na Zona 1 do sistema tarifário de Londres. Além das duas estações da linha principal, a estação atende seis linhas de metrô. Existem as linhas Circle, Hammersmith & City, Metropolitan (estes três compartilham um único par de faixas), Northern line, Piccadilly e Victoria. Em 2022, King's Cross St Pancras foi a primeira estação mais movimentada do sistema, com 69,94 milhões de passageiros entrando e saindo da estação.
Há um desvio ao norte das plataformas da linha Victoria para permitir que os trens de Brixton terminem, dêem meia-volta e voltem para o sul. Além disso, há um cruzamento em tesoura a oeste das plataformas das linhas subterrâneas para que os trens em direção ao leste possam terminar ali e usar o cruzamento em tesoura para voltar para o oeste e há um cruzamento ao sul das plataformas da linha Piccadilly.
Várias rotas de ônibus de Londres atendem a estação.

## Galeria

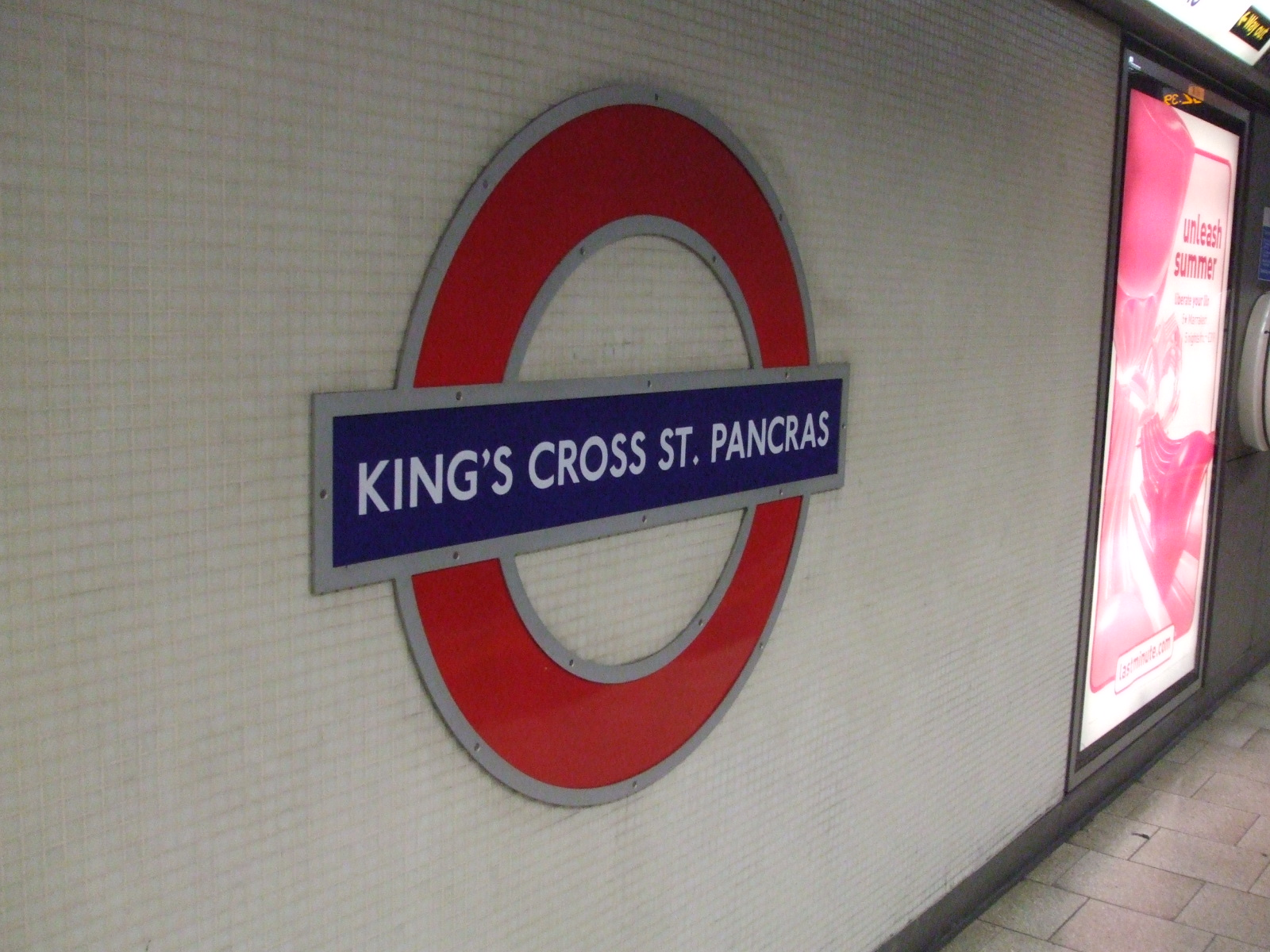
Placa na plataforma da Circle line, Metropolitan line e Hammersmith & City line.
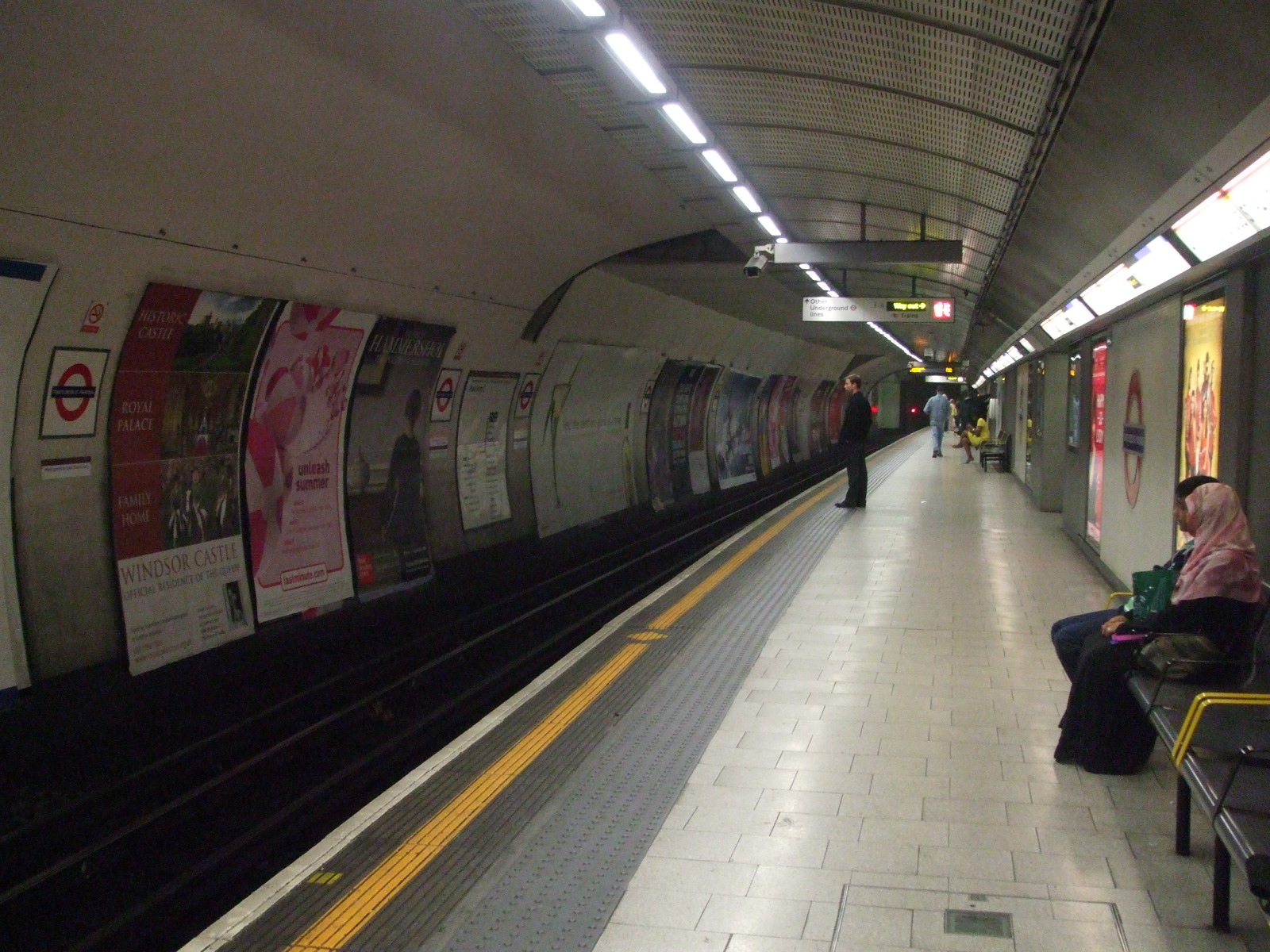
Plataforma da Circle line, Metropolitan line e Hammersmith & City line, olhando em direção Farringdon.
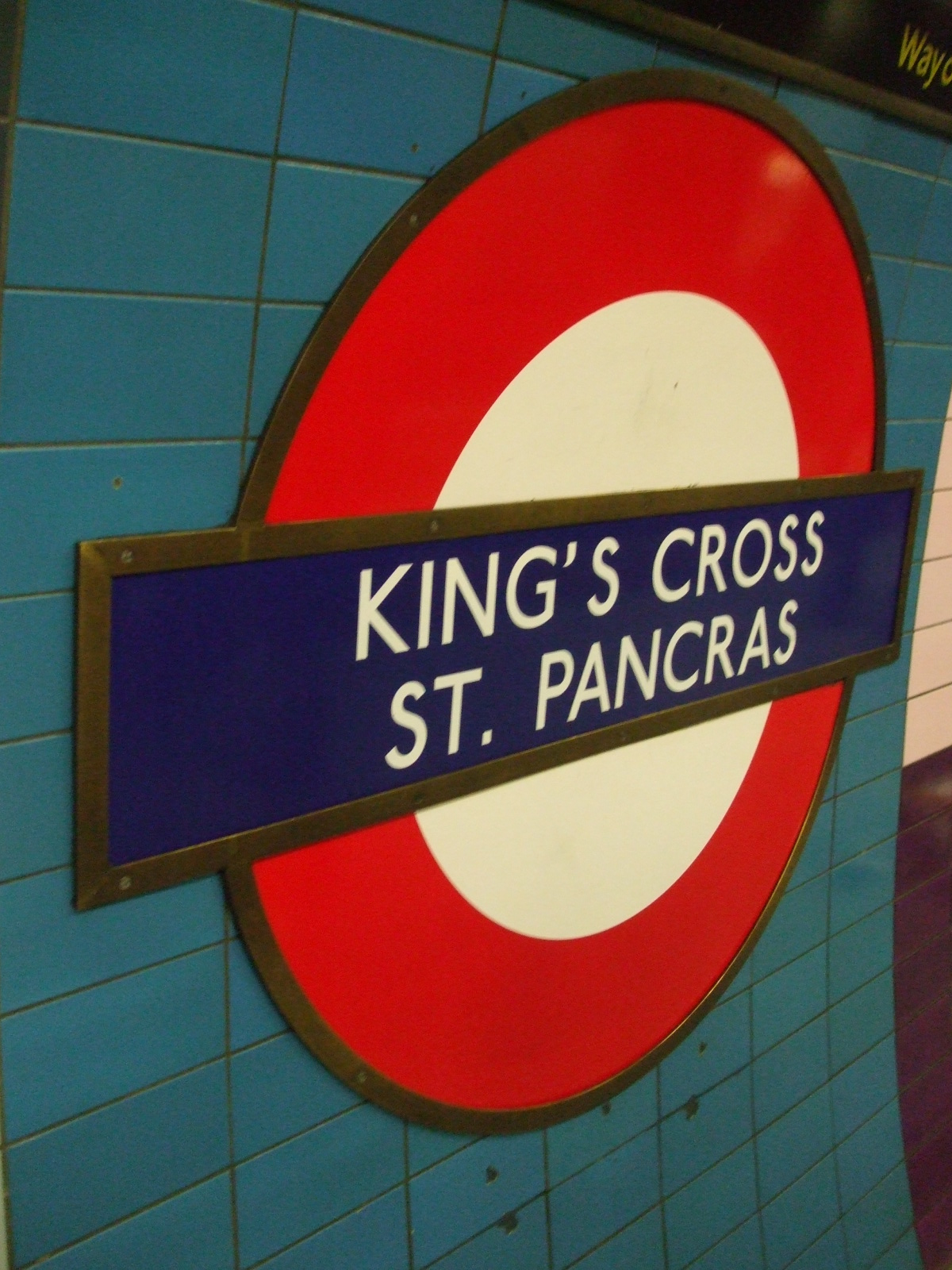
Placa na plataforma da Northern line.

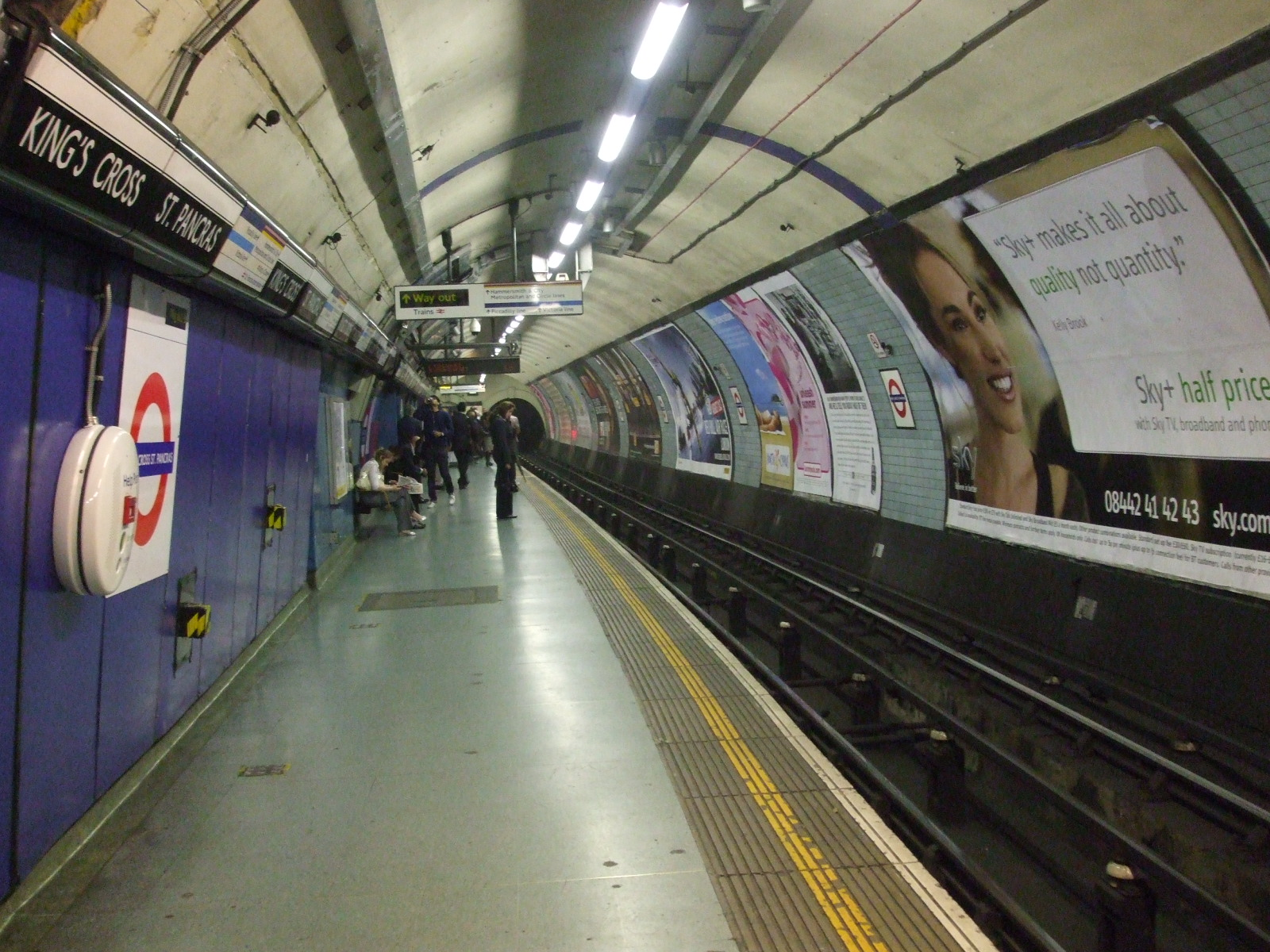
Plataforma da linha Northern vista do sul.
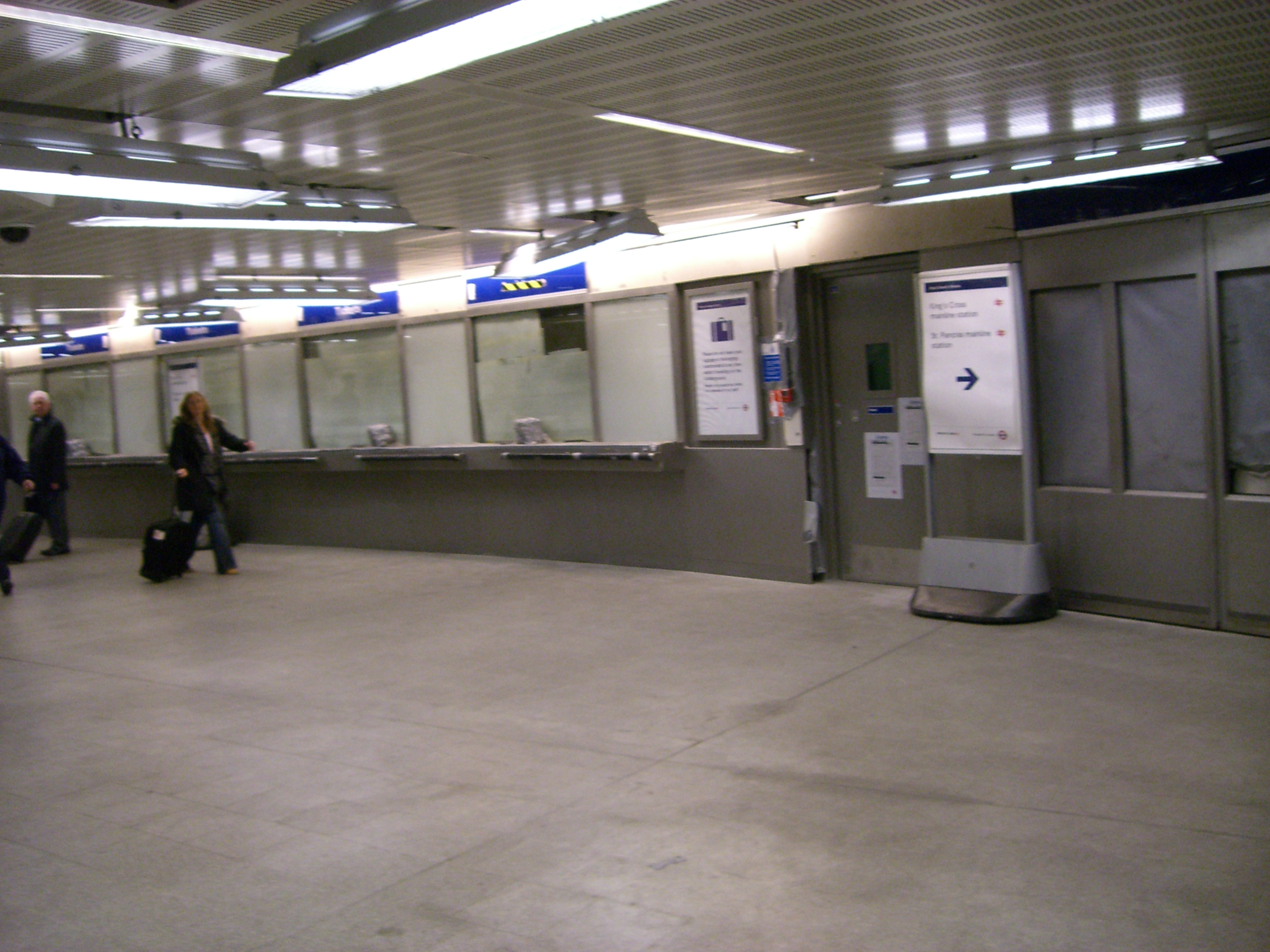
A bilheteria da estação.
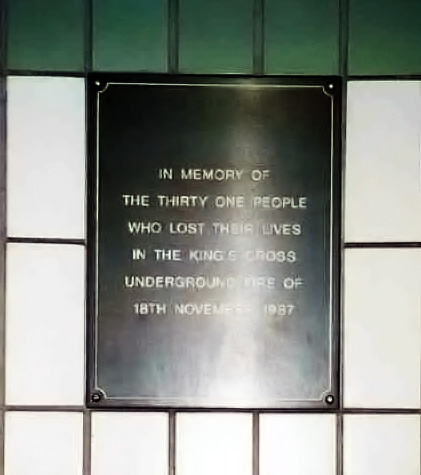
Memorial às 31 pessoas que faleceram em o Incêndio de King's Cross.